# Tesauro Getty de Nombres Geográficos
El Tesauro Getty de Nombres Geográficos (en inglés: Getty Thesaurus of Geographic Names, abreviado TGN o GTGN) es un producto del J. Paul Getty Trust incluido en el Getty Vocabulary Program. El TGN contiene nombres e información asociada sobre lugares, tanto presentes como históricos. Los lugares en el TGN incluyen entidades de administración política (como ciudades y naciones) y de geografía física (como montañas y ríos). También se incluye información relacionada con la historia, la población, la cultura y la arquitectura.
El recurso está disponible para museos, bibliotecas de arte, archivos, catalogadores de recursos visuales y proyectos bibliográficos a través de licencias privadas. También está disponible de forma gratuita al público general a través del sitio web del Vocabulario de Getty.
El Getty Vocabulary Program produce y mantiene las bases de datos del vocabulario de Getty: el Tesauro de Arte y Arquitectura (Art and Architecture Thesaurus, AAT), la Lista de Nombres de Artistas (Union List of Artist Names, ULAN) y el propio TGN. Estas bases de datos están adaptadas a los estándares ISO y NISO para la elaboración de tesauros.
Los vocabularios de Getty se pueden utilizar de tres maneras:
1. Introducción de datos por parte de catalogadores o indexadores;
2. Como bases de conocimiento que proporcionan información para investigadores;
3. Como asistentes de búsqueda para mejorar el acceso de los usuarios finales a recursos en línea.[1]

## Historia
La historia del TGN se remonta a 1987, cuando el fideicomiso Getty creó un departamento dedicado a compilar y distribuir terminología, entonces denominado Grupo de Coordinación de Vocabulario (Vocabulary Coordination Group). El Getty ya gestionaba el AAT, y trató de responder a las peticiones que le llegaban de los creadores de información sobre arte para crear vocabularios controlados adicionales para nombres de artistas (ULAN) y nombres geográficos (TGN). El desarrollo del TGN tomó forma mediante un estudio internacional realizado por el Thesaurus Artis Universalis (TAU), un grupo de trabajo del Comité Internacional de Historia del Arte (en francés: Comité International d'Histoire de l'Art, CIHA), y el consenso al que se llegó en un coloquio celebrado en 1991 en el que se congregó el espectro de usuarios potenciales del vocabulario geográfico. El núcleo inicial del TGN fue compilado a partir de miles de nombres geográficos que ya utilizaban diversos proyectos de catalogación e indexación del Getty, y ampliado a través de la introducción manual de información de fuentes impresas. El TGN se nutre de las contribuciones de su comunidad de usuarios y del trabajo editorial del Getty Vocabulary Program.
Los principios básicos que guían la construcción y el mantenimiento del TGN fueron establecidos por el Tesauro de Arte y Arquitectura (AAT) y también se emplean para la Lista de Nombres de Artistas (ULAN):
- Su ámbito cubre la terminología necesaria para catalogar y recopilar información sobre las artes visuales y la arquitectura.
- Se construye a partir de estándares nacionales e internacionales de construcción de tesauros.
- Comprende una jerarquía con estructuras en árbol correspondientes al mundo actual y al mundo histórico.
- Está basado en terminología actual, solicitada por fuentes literarias autorizadas y validada por la comunidad académica dedicada a la historia del arte y de la arquitectura.
- Su compilación y edición responde a las necesidades de su comunidad de usuarios.

El TGN fue publicado por primera vez en 1997 en archivos legibles por máquinas. Debido al tamaño creciente y a la frecuencia de las modificaciones del TGN, se consideró que la publicación impresa no era práctica. En la actualidad, se publica en una interfaz web en línea y en forma de archivos de datos disponibles para su licenciación. Los datos del TGN se compilan y se editan en un sistema editorial construido a medida por el equipo técnico del Getty.
El TGN está disponible mediante datos abiertos enlazados desde agosto de 2014.

## Términos
El TGN es un vocabulario estructurado que actualmente contiene alrededor de 1 106 000 nombres y otra información sobre lugares. Los nombres de un lugar pueden incluir nombres en la lengua local, en inglés, en otros idiomas, así como nombres históricos, en orden natural e inverso. Entre estos nombres, se marca uno como el nombre de preferencia.
El TGN está adaptado a los estándares ISO y NISO de compilación de tesauros, y contiene relaciones jerárquicas, de equivalencia y asociativas. Nótese que el TGN no es un sistema de información geográfica (SIG). Aunque muchos de los registros del TGN incluyen coordenadas, estas son aproximadas y solamente están concebidas a modo de referencia.
El foco de cada entrada del TGN es un lugar. Hay unos 912 000 lugares en el TGN. En la base de datos, cada registro de lugar (también denominado sujeto) está identificado por un código numérico único. El registro del lugar está vinculado con los nombres del lugar, su padre o su posición en la jerarquía, otras relaciones, coordenadas geográficas, notas, fuentes de los datos y tipos de lugares, que son términos que describen el papel que desempeña el lugar (por ejemplo, lugar habitado o capital nacional). La cobertura temporal abarca desde la prehistoria hasta el presente, y el ámbito es global.

## Diseño
El TGN es un sistema de clasificación facetada así como de clasificación polijerárquica.
Hay dos facetas: Mundo (World) y Extraterrestre (Extraterrestrial). Dentro de la faceta Mundo, se encuentran las características físicas (cordilleras, océanos, mares, ríos, cascadas, archipiélagos y desiertos) y entidades políticas (desde continentes y regiones hasta barrios, pueblos y ciudades).
El registro de cada concepto incluye su lugar en la jerarquía (con un enlace a su padre), así como enlaces a términos y conceptos relacionados, fuentes de los datos y notas.